# Свищовска крепост
Зищова, наричана от местните Калето (от турски: Крепостта), е късноантична, средновековна и османска крепост на 340 м северно от центъра на Свищов.
Изградена е на хълма Чуката, който е особено стръмен към река Дунав. Намира се на стратегическо място, позволяващо гледка във всички посоки. Вероятно е част от система от огледални крепости, разположени от двете страни на р. Дунав. Стратегическата позиция на хълма е оценена още в древността. След варварските нашествия още през III в. в северната част на хълма е изградена крепост и тя се използва чак до освобождението на България през 1878 г. Днес от видимите останки на крепостта са запазени до 7-метрови стени.

## Наименование
Наименованието на крепостта е пряко свързано с името на град Свищов. Първоначално то се споменава с гръцкото си название в съчинението на арабския Ал-Идриси „Книга за развление на копеещия да преброди страните“ от 1153 г. (Субест кастро – Свищов град). По-късно името Sestos е използвано от византийския летописец Акрополит, във връзка с войните между българския цар Калоян и латинците. Потвърждение за това название се открива и в картата на Фра Мауро от 1449, където Свищов е наречен Sisco.
Други изследователи твърдят, че името има славянски корен и сочат като доказателства подобни наименования на два върха в планината Татри – V. Svistovka и M. Svistovka. Етимологично името е свързано с разположено на високо място селище. Интересно е, че през периода XVIII – XIX името на града се произнася без буквата „В“. И така в най-ранното неподлежащо на съмнение име на града в хрониката на Мехмед Нешри градът се нарича Зищова.

## Описание
Остатъчните стени, които днес са видими, са датирани от сравнително късен период – XII – XIV в., макар при археологически разкопки да са открити свидетелства за човешко присъствие от новожелязната епоха (V-I в. пр. Хр.) – основно парчета керамика.
Не са правени мащабни разкопки, които да позволяват да се направи връзката със следващ исторически период.
Първите съществени открития за наличието на крепостно съоръжение на това място са направени сравнително късно – през 1990 г. при строителни изкопни работи в западния склон на хълм „Чуката“. Тогава именно е разкрита част от укрепителна стена, широка около 2.20 м, която е била изградена от ломени камъни и спойка между тях от бял хоросан и счукана скала. По-стените са облицовани с грубо дялани камъни, като на места личат отвори за полагането на дървени греди – характерен подход за строителството от XII-XIV в.
По-късно в югоизточната част на хълма са разкрити и два зида, които са перпендикулярни на откритата първа стена, които са високи около 2 м и широки 1.6 – 1.8 м, които е възможно да се свържат с кула към нея. Според датировката на учените, крепостната стена се датира към епохата на готските нашествия от III в. и вероятно е опасвала целия хълм с обща площ 5 – 6 ха.
По-късно при допълнителни нови строителни работи в непосредствена близост до хълм „Чуката“ са документирани подобни градежни и гробни находки, датирани от същия период.
При археологически разкопки, започнали през 2019 г., ръководени от проф. Николай Овчаров е разкрита северната половина на крепостта. Най-високият пласт се отнася към края на ХVІІІ – началото на ХІХ в., когато твърдината е изоставена след поредната руско-турска война от 1810 г. В този вид крепостта се запазва чак до началото на ХІХ в., което личи от три много точни гравюри, пазени днес във Виена. От този период е разкрита крепостна порта и частично запазен калдъръм на вътрешния двор на съоръжението. При разкопките са открити глазирани съдове – паници и блюда, а от някогашното въоръжение са запазени запазени няколко гюлета (кулверини) за тежкокалибрени оръдия. Към днешна дата археолозите са попаднали попаднали само на един масивен зид, може би останка от жилището на крепостния началник.

## История

### Античност и Ранно средновековие
Някои учени предполагат, че в района през VI в. се е намирал гр. Теодоропол, като базират заключенията си на известието на прочутия историк Прокопий Кесарийски, който в съчинението си „За строежите“ (De aediticiis) отбелязва, че между Секуриска (вероятно развалините при дн. село Черковица, Никополско) и Ятрус (при дн. село Кривина, Русенско) император Юстиниан I (527 – 565) построява нов град, несъществувал преди това, който е наречен на името на императрицата. Вероятно в района вече е имало налично поселение, но то не е имало статут на римски град. Теодоропол е споменат и в по-късни времена от византийският летописец Теофилакт Симоката. Археологически разкопки от 2019 г. на проф. Николай Овчаров, начело на екип от Института по археология и музей на БАН, разкриват частично запазен надпис, споменаващ кохорта от Първия италиански легион на Римската империя от IV в., който по това време е бил очевидно в в близката твърдина Нове, представляваща голям военен лагер
В своето съчинение „История“ (Historiae) описва посещение на стратега Петър, брат на император Маврикий (582 – 602) в Нове именно в Теодоропол. Тези твърдения на византийския хронист обаче не са подкрепени със посетнешни археологически открития.
Към днешна дата в крепостта „Калето“ са правени мащабни разкопки само в най-високата част, където са регистрирани средновековни останки, все още не може да се определи хронологията на развитието на крепостта и преходът на съоръжение от античността към ранното средновековия. Аналогията с подобни обекти в района може да отведе към заключението, че упадъкът на крепостта вероятно се е случил в края на VI и началото на VII в. при славянско-аварските нашествия на целия Балкански полуостров. В същото време на други места в района на днешния гр. Свищов са открити керамични и монетни останки, свидетелстващи за съществуването на поселение през един по-дълъг период от VI – IX в. Откритията в подобряването на здравината на стените (полагане на облицоващи камъни и направата на отвори за поставяне на дървени греди) е белег, че крепостта е съществувала по времето на Второто българско царство и вероятно е била част от неговата гранично-укрепителната система.

### Късно средновековие
В подножието на хълма са намирани византийски монети от края на IX до XIII в. и български монети от XIII – XIV в. Те именно могат да служат и за по-солидно доказателство за трайното съществуване на крепостта и прилежащото селище от X в. нататък.
Крепостта играе ключова роля в годините на късното Средновековие и особено в годините османското нашествие. Тя е обсадена от османците през 1389 г.. Начело на империята по това време е султан Мурад I, а командването на обсадата е поверено лично на великия везир Чандърлъзаде Али паша.
Особено богат е културният пласт от периода на Второто българско царство или периода ХІІІ-ХІV в. В него се разкриват десетки накити и монети на византийските императори Андроник ІІ Палеолог и Андроник ІІІ Палеолог, на последните български царе Иван Шишман и Иван Срацимир и много други владетели от епохата. В допълнение е регистрирана и огромно количество художествена керамика от тип „сграфито“, характерна за столицата на българската държава Търновград. Най-значимото откритие част от богато орнаментирана чаша тип „пахар“, която несъмнено е принадлежала на знатен сановник.
Всички тези открития сочат изключително важната роля, която е играл Свищов в тази епоха. През този период той е споменат от пътешественика Петер Шпарнау през 1385 г. като богат и важен град, който пази брода на р. Дунав и т. нар. „Свищовски път“, водещ на север към Влахия. Крепостните стени обграждат града чак до Дунав, а на върха се извисява мощният замък. Допълнително важни сведения се получават и от османския хронист Мехмед Нешри, описващ завоеванието на България през 1393 – 1395 г. Османците се насочват на север към р. Дунав след овладяването на столицата Търново и по пътя си превземат редица крепости.
Свищовската крепост остава най-големият и най-добре укрепен град на изток от Никопол след овладяването на българската столица от османците. След овладяването му след тежки битки, новите владетели превръщат Калето във важно отбранително съоръжение и в продължение на десетилетия го укрепяват допълнително. При продължилите през 2020 г. разкопки, екипът на проф. Овчаров разкрива монети и керамични съдове от времето на цар Иван Шишман. Сведенията за походите на унгарския крал Сигизмунд през 1396 г. и на полско-унгарския крал Владислав, съвместно с Янош Хуняди през 1444 г., на влашките войводи Влад Цепеш през 1461 г. и Михай Витязул от 1595 г. споменават крепостта като ключов отбранителен пункт в битките с османския завоевател.

### През османското владичество
Във вековете на османското владичество крепостта и прилежащият към нея град са споменати за първи път през XVII в. от Евлия Челеби, постил района през 1615 г. Неговото описание сочи, че „Калето“ се намира на стръмна височина край р. Дунав, изградено е от камък, има четириъгълна форма и седем кули с дървени покриви и порта от източната и страна. Вътре в крепостта, съгласно описанието на османския хронист, са разположени къщата на коменданта, казарма и джамия. Отбранителната и способност е гарантирана от няколко топа „шахе“. Около къщата е разположен градът („варош“), който наброява около 300 къщи. Това са единствените сведения за града от цялото столетие.
По време на Австро-турската война от 1787 – 1791 г. Свищовската крепост се споменава от военните кореспонденти заради сключения мирен договор в Свищов.

## Открития на проф. Николай Овчаров
Благодарение на изследователските усилия на проф. Николай Овчаров и на неговия екип от Института по археология и музея на БАН, днес се знае много повече за съдбата на Калето в периода на късното Средновековие, отколкото за всеки други период от неговата история. Започналите разкопки през 2019 г. разкопки на крепостта „Калето“ разкриват детайли от неговото минало като ключова крепост на южния бряг на Дунав.
Първото откритие е свързано с познато хвалебствено писмо на влашкия войвода Влад Цепеш (по това време вече известен като Влад III Дракула) от февруари 1462 г. до унгарския крал Матиаш I, в което детайлно описва завладяването на крепостта Жистова, при която са убити 410 османски турци. Превземането на свищовската крепост е част от военна кампания на Влад Цепеш, започнала месеци по-рано и свързана с овладяване на крайдунавски крепости, като опит за изтласкване на османските турци от тези територии и разширяване на зоната на съпротива срещу тях. Сред първите археологически открития са десетки кулверини – примитивни каменни снаряди за средновековни оръдия. Изключение, разбира се, беше успешната обсада на Влад в средата на 15 в. По думите на проф. Овчаров, след обсадата и завладяването на крепостта, Влад Дракула най-вероятно е пребивавал в района няколко месеца, а именно – тежката зима на 1462 г., когато Дунав замръзва напълно и османците успяват да се прегрупират и да водят активни битки с него. Този престой на Влад Цепеш в района на Свищов дава основания на проф. Овчаров да твърди, че крепостта „Калето“ е била негова важна резиденция. Тези съществени заключения пък водят и до разгръщането на напълно нова историографска теза, свързана с българския произход на Влад Цепеш, доколкото той е пряко свързан с българската династия Басарба и има българо-кумански произход, а в основните исторически извори присъства с името Йоан Влад III.